# Mount-Pinbarren-Nationalpark
Der Mount Pinbarren-Nationalpark (engl.: Mount Pinbarren National Park) ist ein Nationalpark im Südosten des australischen Bundesstaates Queensland. Er liegt 129 Kilometer nördlich von Brisbane und 40 Kilometer südöstlich von Gympie.
Der Park umschließt den 320 Meter hohen, bewaldeten Mount Pinbarren. Der kreisrunde Berg liegt inmitten landwirtschaftlich genutzter Flächen.
In der Nachbarschaft liegen die Nationalparks Woondum, Tuchekoi, Tewantin und Great Sandy.